# Burton Township (Missouri)
Pour les articles homonymes, voir Burton Township.
Burton Township est un ancien township du comté de Howard dans le Missouri, aux États-Unis,.
Il est fondé en 1880 et baptisé en référence à Burton (en).

## Source de la traduction
- (en) Cet article est partiellement ou en totalité issu de l’article de Wikipédia en anglais intitulé « Burton Township, Howard County, Missouri » (voir la liste des auteurs).